# Hug Dalmau de Cervera
Hug Dalmau, més tard, Hug Dalmau de Cervera o Hug de Cervera (-1095). Castlà del castell de Cervera. Era posseïdor dels castells de Ferran, Malacara i Sant Esteve (actualment Castellfollit de Riubregós).

## Orígens familiars
Se'l fa fill de Dalmau, senyor dels castells de Ferran, Malacara i Sant Esteve, i de la seva muller Elisava. Net d'Isarn. Germà del vescomte Bernat Dalmau i segurament de Guillem Dalmau i Berenguer.

## Matrimoni i descendents
Casat amb Adalen (Adalinda o Adelaida), tingueren:
- Ponç Hug de Cervera, al qui li feudataren el castell de l'Espluga de Francolí.
- Ramon

## Biografia
Fou vassall de Ramon Berenguer I. Conquerí la plaça de Cervera als sarraïns en el 1067. Des d'aleshores, se l'anomena «de Cervera». Prengué part en l'assemblea de Barcelona de 1071, on s'aprovà la redacció dels Usatges de Barcelona.
En el 1075 donà la castlania de la Guàrdia Lada a en Guifré Bonfill.